# 美洲鏢鱸
美洲鏢鱸為輻鰭魚綱鱸形目鱸亞目河鱸科鏢鱸屬的其中一種，該物種分布於美國的淡水流域，體長可達6公分，棲息在中底層水域。